# General Service Medal (1918)

## Historique et modalités d'attribution
La General Service Medal (1918 GSM) a été instituée pour récompenser les services effectués dans des opérations militaires mineures de la British Army et de la Royal Air Force pour lesquelles il n'existe pas de médaille commémorative particulière. Chacune de ces campagnes était symbolisée par une agrafe (claps)particulière. 
Les forces de sécurité locales, y compris la police, ainsi que des unités de l'Armée indienne britannique avant 1947, pouvaient recevoir la médaille et certaines agrafes.
La General Service Medal était l'équivalent de la Naval General Service Medal (1915) et elles ont toutes deux été remplacées par la General Service Medal (1962).